# Unione Sportiva Colligiana 1928-1929
Questa pagina raccoglie i dati riguardanti l'Unione Sportiva Colligiana nelle competizioni ufficiali della stagione 1928-1929.

## Stagione
L'Unione Sportiva Colligiana partecipa al campionato di Seconda Divisione nel girone G, il primo successivo all'emanazione delle nuove Carte federali volute dal presidente Leandro Arpinati.
Il campionato, disputato da 11 squadre, iniziò il 7 ottobre 1928: la Colligiana, allenata da  Piselli, si piazzò al 5º posto, a pari punti con la S.S. delle Signe di Signa, la Robur di Siena, lo Juventus F.C. di Arezzo e il G.S. F.I.L. di Livorno.
L'anno successivo la Colligiana continuò a militare nel Campionato di Seconda Divisione organizzato ancora dal Direttorio Divisioni Inferiori Nord.

## Rosa
| N. |                   | Ruolo | Calciatore       |
| -- | ----------------- | ----- | ---------------- |
|    | Italia (bandiera) | P     | Niccolai         |
|    | Italia (bandiera) | D     | Marzini Furio    |
|    | Italia (bandiera) | D     | Giachi           |
|    | Italia (bandiera) | D     | Ravaglia Artemio |
|    | Italia (bandiera) | D     | Conforti Canzio  |
|    | Italia (bandiera) | D     | Dei              |
|    | Italia (bandiera) | D     | Piccoli          |
|    | Italia (bandiera) | D     | Bastianoni Silio |
|    | Italia (bandiera) | C     | Angiolini        |
|    | Italia (bandiera) | C     | Bisogni          |

| N. |                   | Ruolo | Calciatore         |
| -- | ----------------- | ----- | ------------------ |
|    | Italia (bandiera) | C     | Lari Nello         |
|    | Italia (bandiera) | C     | Pizzocaro Riccardo |
|    | Italia (bandiera) | C     | Volpe Tiziano      |
|    | Italia (bandiera) | C     | Malandrini Iro     |
|    | Italia (bandiera) | A     | Caponi             |
|    | Italia (bandiera) | A     | Marzini Alvaro     |
|    | Italia (bandiera) | A     | Santini Sergio     |
|    | Italia (bandiera) | A     | Parri Guido        |
|    | Italia (bandiera) | A     | Viviani Enzo       |

## Campionato riserve
Nella stessa stagione la Colligiana partecipa al Campionato Riserve, organizzato in tre Gironi con un Girone finale a cui partecipavano le squadre classificatesi ai primi due posti dei rispettivi raggruppamenti. La squadra terminerà all'ultimo posto con zero punti all'attivo nel Gruppo A.